# العلاقات بين الإمبراطوية اليابانية والإمبراطورية الروسية
تُعد العلاقات بين إمبراطورية اليابان والإمبراطورية الروسية محدودة للغاية حتى عام 1855، تمثلت ببعض العلاقات الودِّية في الفترة من عام 1855 حتى أوائل تسعينيات القرن التاسع عشر، لكنها تحولت بعد ذلك إلى علاقات عدائية، وكان السبب إلى حد كبير يتعلق بوضع كل من منشوريا وكوريا. وقد أقامت الإمبراطوريتان علاقات دبلوماسية وتجارية منذ عام 1855 وما بعده. انتهت الإمبراطورية الروسية رسميًا في عام 1917، ثم خلفها الحكم الشيوعي الذي أصبح رسميًا عام 1922 مع تشكيل الاتحاد السوفييتي.
بالنسبة للفترات اللاحقة، يمكن الاطلاع على العلاقات اليابانية السوفييتية (1917-1991) والعلاقات الروسية اليابانية (1992-حتى الآن).

## تأسيس العلاقات (1778 - 1860)
منذ بداية القرن السابع عشر، فرضت شوغونية توكوغاوا التي حكمت اليابان نظام ساكوكو، الأمر الذي منع التجارة والاتصال بالعالم الخارجي، باستثناء هولندا. إذ اقتصرت الحركة التجارية على جزيرة في ميناء ناغاساكي. وكان دخول اليابان بحد ذاتها محظورًا بشكل كامل. منذ أوائل القرن التاسع عشر، كانت القوى الاستعمارية الغربية، وخاصة بريطانيا وفرنسا وهولندا وروسيا، تتوسع على الصعيدين السياسي والاقتصادي إلى أسواق جديدة، وكانت تسعى إلى فرض هيمنتها على قسم كبير من آسيا. كانت اليابان على قدر كبير من الأهمية بسبب موقعها الاستراتيجي قبالة ساحل الصين إذ كانت تمتلك إمكانات اقتصادية ضخمة غير مُستَخدمة. باعتبارهما جارتان، فإن اليابان وروسيا كانت بينهما تفاعلات مبكرة، وكانت النزاعات تدور عادة حول مناطق صيد الأسماك والمقاطعات الإقليمية. ثمة وثائق مختلفة تتحدث عن أسر الصيادين اليابانيين في شبه جزيرة كامشاتكا. وقد نقل بعض من هؤلاء الأسرى اليابانيين إلى سانت بطرسبرغ حيث تم تشغيلهم في تدريس اللغة والثقافة اليابانية.

### الاتصالات خلال القرن الثامن
في عام 1778، وصل بافيل ليبيديف-لاستوشكين، وهو تاجر من ياكوتسك، إلى هوكايداو مع بعثة صغيرة. وقيل له أن يعود في العام التالي. في عام 1779، دخل بافيل ميناء أكيشي، وقدم بعض الهدايا، وطلب أن يقوم ببعض التجارة، لكن قيل له بأن التجارة الخارجية لن يُسمَح بها إلا في ناغاساكي.
ثم حدث موقف ثان في عام 1792. وصل آدم لاكسمان، وهو ضابط بحرية روسي إلى هوكايدو. وصل في البداية إلى بلدة ماتسوماي ثم إلى هاكوداته (هوكايدو)، وحاول هناك عقد اتفاقية تجارية روسية مع اليابان من أجل كسر الحقوق التجارية الخاصة بالهولنديين. اقترح اليابانيون أن يغادر لاكسمان، لكن لاكسمان كان لديه طلب واحد: لن يغادر المنطقة إلا بعد أن يتم إبرام اتفاق تجاري مع روسيا. وأخيرًا، سلَّم اليابانيون وثيقة تنصّ على حق روسيا في إرسال سفينة تجارية روسية إلى ميناء ناغاساكي. ثم ثانيًا، اقتصرت التجارة الروسية على مدينة ناغاساكي قثط. لكن التجارة في أماكن أخرى من اليابان بقيت محظورة. وقد ذكرت ملاحظة أخيرة في الوثيقة بوضوح أن ممارسة الطقوس المسيحية داخل اليابان محظورة أيضًا. في نهاية المطاف، أرسل الرُّوس سفينة تجارية إلى ناغاساكي، لكن لم يُسمَح لهم بدخول الميناء. وبهذا، فإن الوعد الذي اتفقوا عليه لم يكن ذي قيمة على الإطلاق.
كان القيصر الروسي ألكسندر الأول قد بدأ بعثة تمثيل روسية في جميع أنحاء العالم تحت قيادة آدم يوهان فون كروسنستيرن (بالروسية: Крузенштерн). ومع وضع اليابان في الاعتبار، عُيّن نيكولاي بتروفيتش ريزانوف ضمن طاقم البعثة. وأصبح ريزانزف مسؤول تجارة الفراء بين روسيا وسيبيريا والرجل المثالي لإقناع اليابانيين باتفاقية تجارية.
في عام 1804، حصل ريزانوف على الفرصة لفرض قوته الدبلوماسية في اليابان. على متن سفينة ناديجدا، حمل العديد من الهدايا للشوغونية بل وحتى جلب معه صيادين يابانيين تقطعت بهم السبل في روسيا. لكن ريزانوف لم يتمكن من القيام بما حاول العديد من الناس قبله. ولم يتم التوصل قط إلى أي اتفاق. خلال المفاوضات، ظلَّت الشوغونية صامتة لعدة أشهر؛ ثم رفضت خوض أي مفاوضات وأعادت الهدايا الروسية في نهاية المطاف. بعد ذلك، عزمت روسيا على التصرف بشكل أكثر جرأة وحسم، وسرعان ما بدأ البحارة الرُّوس باستكشاف ورسم خريطة لسواحل جزر الكوريل. في عام 1811، قام العقيد الروسي فاسيلي جولوفنين باستكشاف جزيرة كونشير بالنيابة عن الأكاديمية الروسية للعلوم. أثناء هذه العمليات اشتبك الرُّوس مع اليابانيين. احتُجز جولوفنين وتم اعتقاله من قِبَل محاربي الساموراي. على مدى الأشهر الثمانية عشر التالية، ظل جولوفنين سجينًا لدى اليابانيين، مع قيام مسؤولي شوغونية توتوكوغاوا بالتحقيق معه حول اللغة والثقافة الروسية وحالة الصراعات الأوروبية والتطورات العلمية والتقنية الأوروبية. وتوضح مذكرات جولوفنين (مذكرات الأسر في اليابان خلال السنوات 1811 و1812 و1813) بعض الأساليب التي استخدمها مسؤولي الشوغونية.
في وقت لاحق، تنكرت روسيا من هذه الهجمات الفاشلة، وتقلَّص اهتمامها باليابان لمدة طويلة. بقيت هذه الحالة حتى اندلاع حرب الأفيون الأولى عام 1839. أدرك القيصر الروسي نيكولاي الأول التوسع الإقليمي لبريطانيا العظمى في آسيا والتوسع في الولايات المتحدة في المحيط الهادئ وشمال أميركا. ونتيجة لهذا في عام 1842، أسَّس القيصر الروسي لجنة للتحقيق في قوة روسيا في المناطق المحيطة بنهر آمور وعلى جزيرة سخالين. اقترحت اللجنة إيفاد بعثة إلى المنطقة تحت قيادة الأدميرال يفمي بوتاتين. ولم تتم الموافقة على الخطة لأن المسؤولين أعربوا عن مخاوفهم من أنها قد تعطل الحركة التجارية في كيختا إذ لم يعتقد كثيرون أن روسيا لديها أصول تجارية كبيرة يمكن الدفاع عنها في هذه الأماكن الباردة والمعزولة. تعرضت الصين المحترمة (في نظر اليابانيين) للهزيمة بشكل مفاجئ من قِبَل بريطانيا العظمى أثناء حروب الأفيون. على الرغم من أن اليابان كانت في عزلة تامة عن العالم الخارجي، إلا أنها لم تكن عمياء عن القدرات والمخاطر الأوروبية المُحدقة. وفي ضوء هذه الأحداث، بدأت اليابان بالعمل على تحديث دفاعاتها العسكرية على السواحل.

### يفيمي بوتاتين
في عام 1852، بعد أن أدركت الحكومة الروسية الخطط الأميركية لإرسال العميد ماثيو كالبرايث بيري في محاولة لفتح اليابان للتجارة الخارجية، قامت بفتح المناقشة حول اقتراح بوتاتين، والذي تلقى الدعم من دوق قسطنطين، نيكولايفيتش الأكبر، في روسيا. شملت البعثة العديد من علماء الحضارة الصينية البارزين وعدد من الباحثين والمهندسين، فضًا عن دعوة الكاتب الشهير إيفان غونتشاروف، وتم اختيار بالادا بقيادة إيفان يونكوفسكي كرائد لها. بعد العديد من الحوادث المؤسفة، وقَّع بوتاتين على ثلاث معاهدات بين عامي 1855 و1858، أقامت روسيا بموجبها علاقات دبلوماسية وتجارية مع اليابان. 